# Hueglo dos Santos Neris
Hueglo dos Santos Neris, noto semplicemente come Neris (Tucuruí, 17 giugno 1992), è un calciatore brasiliano, difensore del Vitória.